# Cody McFadyen
(Cody McFadyen)
Cody McFadyen (Fort Worth, 13 gennaio 1968 – 17 maggio 2023) è stato uno scrittore statunitense.
I suoi libri sono stati venduti, oltre in USA, anche in Germania, Regno Unito, Francia, Paesi Bassi, Grecia, Brasile, Spagna, Svezia, Repubblica Ceca, Slovacchia, Giappone e Russia.

## Biografia

### La gioventù e i primi lavori
Cody McFadyen è nato nel febbraio 1968 in Texas, e ha vissuto prevalentemente con sua madre, la quale aveva soltanto vent'anni quando l'aveva concepito. Attualmente vive nel sud della California.
Accanito lettore e mero specchio del suo tempo, già a nove anni sognava di diventare uno scrittore: un sogno che sarebbe rimasto chiuso nel cassetto per almeno un ventennio, in cui ha avuto modo di cimentarsi nelle più svariate attività, dal volontariato - opera che ha intrapreso a 16 anni, lasciando così la scuola - alla programmazione di videogiochi.
Conducendo per un certo periodo una vita lussuriosa e dissoluta, si è sposato ed è divenuto padre della settenne figliastra. L'esperienza lo ha mutato nel profondo, lo ha spinto ad accarezzare nuovamente i sogni del passato, e ha quindi ripreso a dedicarsi a quelle che erano le sue attività da studente, ovvero la passione per la lettura e la scrittura e l'amore per la musica. Ha concluso allora che, a trent'anni ormai suonati, era ora di muoversi e realizzare finalmente il suo sogno più grande.

Morte
Nel mese di Maggio del 2023 si toglie la vita per cause ancora non chiarite.

### La carriera
Nel 2005 è uscito il suo primo romanzo, L'ombra, seguito nel 2007 da Gli occhi del buio, entrambi rivelatisi best seller internazionali.
A questi capolavori ha fatto seguito Io confesso, thriller che vede l'agente dell'FBI Smoky Barrett, protagonista di tutte le sue storie, indagare sul conto di un misterioso assassino di donne, per vari motivi, irredenti.
Il suo ultimo libro è stato Il predatore, edito nel 2012.

## Opere
- 2005 - L'ombra (Shadow Man)[7]
- 2007 - Gli occhi del buio (The Face of Death)[7]
- 2008 - Io confesso (The Darker Side)[7]
- 2012 - Il predatore (Abandoned)[7]